# Dave Thomas (calciatore)
Dave Thomas (Kirkby-in-Ashfield, 5 ottobre 1950) è un ex calciatore inglese di ruolo centrocampista.

## Carriera

### Nazionale
Conta otto presenze con la maglia della propria nazionale.

## Palmarès

### Club

#### Competizioni giovanili
- FA Youth Cup: 1

Burnley: 1967-1968